# Costus spiralis
La cañagria o caña de la virgen, Costus spiralis es una especie de planta fanerógama perteneciente a la familia Costaceae. 

## Descripción
Sus hojas se disponen en forma helicoidal, y su inflorescencia es estrobiliforme (como piña de pino). Las flores bisexuales son trímeras, con un solo estambre fértil. Lo que se ve como un pétalo es un estambre modificado (estaminodio), cuya función es atraer a los polinizadores.

## Distribución y hábitat
Género distribuido en toda la franja tropical, en cerca de 150 especies . Esta crece solitaria en el interior sombreado del bosque.

## Taxonomía
Sinonimia
- Alpinia spiralis Jacq.
- Amomum spirale (Jacq.) Steud.
- Costus pisonis Lindl.
- Costus spiralis var. jacquinii Griseb.
- Costus spiralis var. pisonis Griseb.
- Costus spiralis var. roscoei Griseb.
- Costus spiralis var. spiralis
- Gissanthe spiralis (Jacq.) Salisb.[2]